# Grosvenor Square

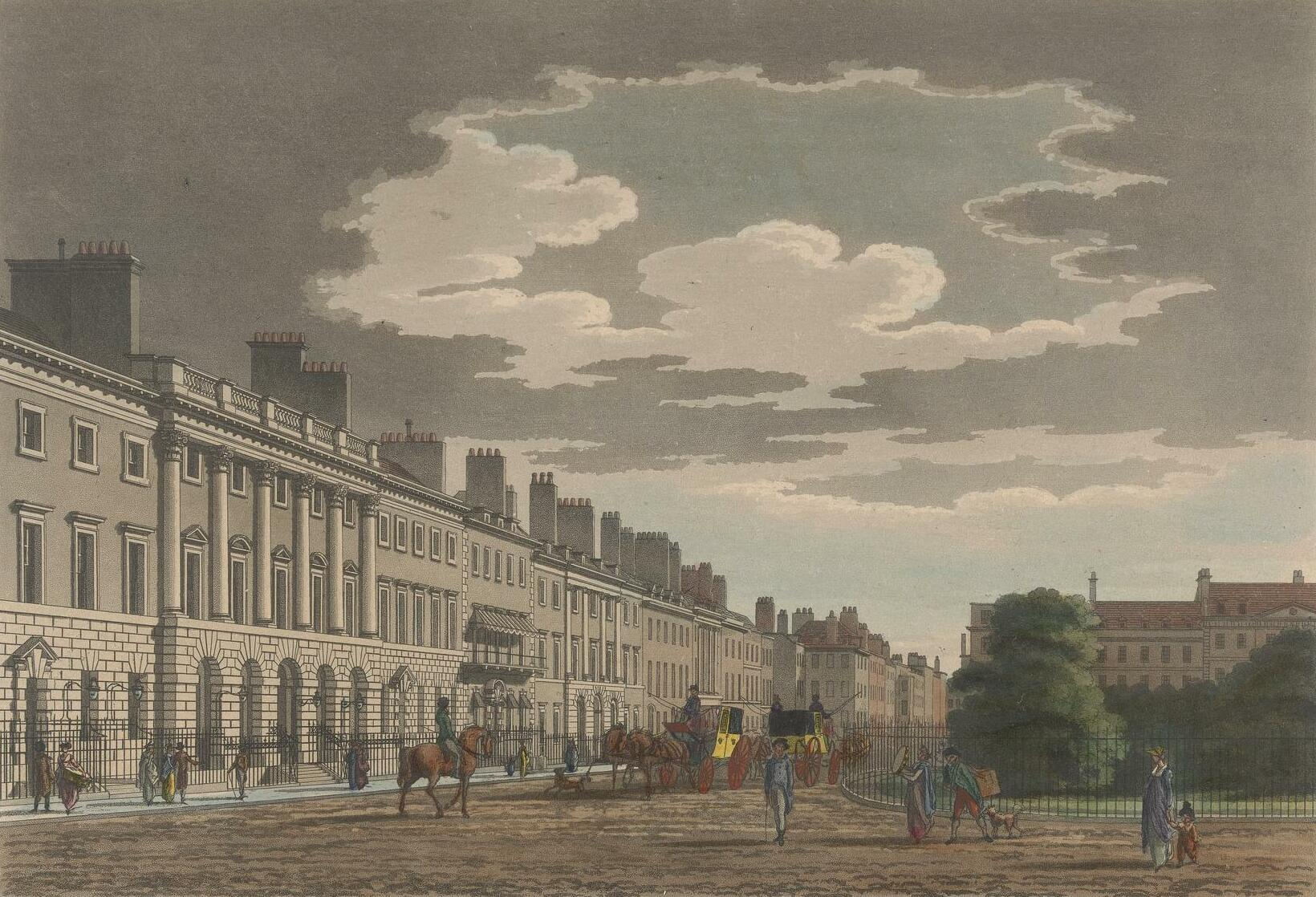
Die Nordseite des Grosvenor Square im 18. oder frühen 19. Jh. Die drei Häuser zur Linken bilden ein Ensemble, während die anderen individuell gestaltet sind. Die meisten späteren Londoner Plätze wurden einheitlicher.

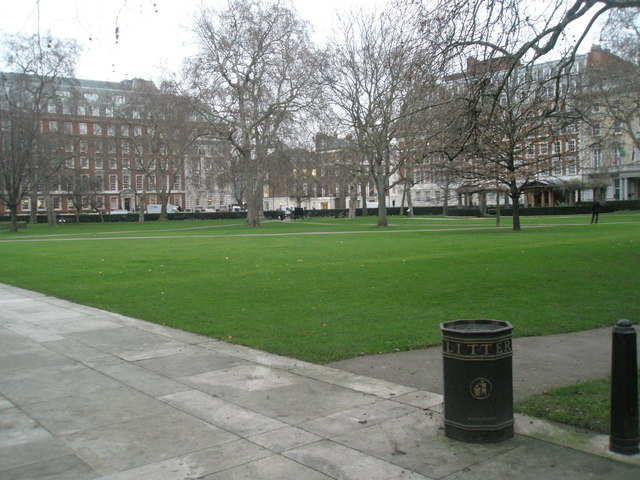
Grünanlage des Grosvenor Square

Grosvenor Square (Aussprache [ˌɡrəʊvnə ˈskweə(r)]) ist ein Platz mit Grünanlage im wohlhabenden Mayfair-Viertel in der Londoner City of Westminster. Er ist der Mittelpunkt des Mayfair-Grundbesitzes der Dukes of Westminster und ist nach ihrem Nachnamen „Grosvenor“ benannt. Die Anwesen am Grosvenor Square gehören zu den exklusivsten Wohnhäusern im Vereinigten Königreich.

## Geschichte
Sir Richard Grosvenor erhielt 1710 eine Genehmigung, den Grosvenor Square und die angrenzende Straßen zu entwickeln, womit 1721 begonnen wurde. Grosvenor Square war von Anfang an eine der begehrtesten Wohnadressen in London; bis zum Zweiten Weltkrieg lebten dort zahlreiche führende Mitglieder des Adels. 
Die frühen Gebäude hatten im Allgemeinen fünf oder sieben Joche, Keller, drei Geschosse und einen Dachboden. Hinter allen vier Seiten des Platzes befanden sich Stallungen.
Viele der Gebäude wurden später im 18. oder 19. Jahrhundert neu errichtet, wobei sie im Allgemeinen ein zusätzliches Geschoss erhielten. Nummer 26 wurde 1773 bis 1774 von Robert Adam für Edward Stanley, den 11. Earl von Derby, neugebaut und gilt als eines der besten Werke dieses Architekten und als Beispiel dafür, wie auf begrenzter Grundfläche eine große Wirkung erzielt werden kann. Es wurde in den 1860er Jahren abgerissen und wieder aufgebaut.
Der Park in der Mitte des Platzes, ursprünglich für die Anwohner gedacht, war Standard für einen Londoner Platz; heute wird der öffentliche Park von The Royal Parks verwaltet. Nahezu alle Gebäude wurden im 20. Jahrhundert abgerissen und ersetzt durch Wohnhäuser im neo-georgianischen Stil, Hotels und Botschaften.

## Amerikanische Präsenz
Seit Präsident John Adams 1785 die erste amerikanische Mission am britischen Königshof einrichtete, ist Grosvenor Square traditionell der Ort der offiziellen amerikanischen Vertretung in London. Während des Zweiten Weltkrieges installierte Dwight D. Eisenhower ein militärisches Hauptquartier in Grosvenor Square Nr. 20 ein, und während dieser Zeit wurde der Grosvenor Square scherzhaft „Eisenhower-Platz“ genannt. Die United States Navy nutzt dieses Gebäude weiterhin als Hauptquartier für Europa und Westafrika.
Die ehemalige amerikanische Botschaft von 1938–1960 am Grosvenor Square wurde von der kanadischen Regierung gekauft, in Macdonald House umbenannt und war Teil der Diplomatischen Vertretung Kanadas in London bis 2014.
Das neue Gebäude für die amerikanische Botschaft wurde 1960 an der westlichen Seite des Grosvenor Square fertiggestellt. Der architektonisch bedeutende Entwurf von Eero Saarinen war umstritten, da dieser Bezirk Londons ansonsten von georgianischer und neo-georgianischer Architektur bestimmt ist. Am 17. März 1968 demonstrierten am Grosvenor Quare vor der amerikanischen Botschaft 25.000 Menschen gegen den Vietnamkrieg. Ab 2001 wurden eine Reihe von Anti-Terror-Elementen rund um die Botschaft installiert, und die Straße entlang der Schauseite der Botschaft wurde für den Verkehr komplett gesperrt. Anwohner der Botschaft hielten das für unzureichend und warfen der britischen Regierung und Polizei vor, man setzte sie den Risiken eines Anschlages aus. 2006 schalteten die Anwohner der Bürgerinitiative Grosvenor Square Safety Group Anzeigen in der Washington Post und The Times, in denen sie der Londoner Metropolitan Police und der Bezirksregierung „moralisches Versagen“ vorwarfen, wenn nicht auch die zwei Straßen neben der Botschaft gesperrt würden.
Im Januar 2018 zog die Botschaft der Vereinigten Staaten in London in einen Neubau um. Das bisherige Gebäude am Grosvenor Square wurde von Qatari Diar, der Immobiliengesellschaft der katarischen Königsfamilie erworben, die hinter der denkmalgeschützten Fassade ein Luxushotel plant.